# Déagol
Déagol är en fiktiv karaktär i J. R. R. Tolkiens värld om Midgård.
Déagol var en hobbit. Hans kusin var Sméagol, vars mormor var samhällets matriark.
År 2461 Tredje åldern så blev Déagol den tredje ringbäraren av Den enda ringen, efter Sauron och Isildur. Han hittade ringen - som hade varit förlorad i tusentals år - när han var och fiskade med Sméagol i floden Glitterfält.
Insnärjd av dess skönhet krävde Sméagol ringen i födelsedagspresent. När Déagol vägrade att ge den till Sméagol så ströp den senare den förre. Sméagol gömde Déagols kropp, som aldrig hittades. Mördaren Sméagol (med smeknamnet Gollum efter sina grymtande ljud) drevs slutligen bort från sitt hem.